# 大众汽车运动
大众汽车运动（英文：Volkswagen Motorsport）是德国汽车制造商大众的厂商拉力赛车队，参加世界拉力锦标赛。该车队自2013年世界拉力锦标赛起使用大众波罗R WRC赛车参赛，并获得车队总冠军。车队首次参加WRC是2011年芬兰拉力赛。

## 车队历史

### 2011
2011年大众使用斯柯达晶锐超级2000赛车参加了4场WRC的比赛（芬兰、德国、西班牙和英国）以考察年轻车手。共有7位车手参赛，首战芬兰拉力赛的车手是约纳斯·林德罗斯（Joonas Lindroos）和安德烈亚斯·米克尔森，唯一参加了两场比赛的车手是德国人克里斯蒂安·里德曼（Christian Riedemann）。
2011年11月，车队宣布与知名法国拉力车手塞巴斯蒂安·奥吉尔及其領航員朱利安·英格拉西亚签订了多年合约。

### 2012
2012赛季车队继续研发波罗R世界拉力赛车，同时使用两辆斯柯达晶锐超级2000赛车参加除新西兰拉力赛外的所有WRC比赛。塞巴斯蒂安·奥吉尔参加了每站比赛，另一辆赛车则由安德烈亚斯·米克尔森和凯文·阿布林（Kevin Abbring）分别驾驶参加不同的比赛。在德国站，车队增派了第三辆车，由泽普·魏甘德（Sepp Wiegand）驾驶。
奥吉尔在撒丁岛拉力赛取得了出乎意料的赛段胜利，这是超级2000赛车首次赢得赛段胜利。奥吉尔最终取得该分站赛的第五名，这也是超级2000赛车在世界拉力锦标赛中的最好名次。
十月份，车队宣布与前福特车手嘉利-马蒂·拉特瓦拉签约，与奥吉尔共同参加2013赛季。十二月，车队宣布安德烈亚斯·米克尔森将成为第三车手，从2013年葡萄牙站开始参赛。

### 2013
2013赛季，车队使用大众波罗R世界拉力赛车正式参加WRC最高组别比赛。奥吉尔在首站比赛蒙特卡洛拉力赛的首个赛段赢得赛段胜利，最终取得分站赛的亚军。之后他在瑞典拉力赛夺冠，这是大众重返WRC后的首场胜利。在葡萄牙站，米克尔森以“大众汽车运动二队”的名义首次驾驶波罗R赛车参赛。整个赛季奥吉尔总共拿下9个分站冠军，在法国站提前加冕车手总冠军；拉特瓦拉也在希腊站获胜，两人共同帮助车队在重返WRC的首个赛季夺得车队冠军。